# Lorin Avădanei
Lorin Avădanei (n. 22 februarie 1956 în Siminicea, Suceava) este un fotbalist român retras din activitate. Este cunoscut pentru activitatea la CSM Suceava, unde era supranumit Tunarul pentru forța șutului. A antrenat o echipă de divizie inferioară din Irlanda